# Starmine CMS
StarmineCMS（スターマインシーエムエス）は、レクポート株式会社（山形県山形市）により開発されたコンテンツ管理システム (CMS) であり、プログラム言語PHPで開発されている。おもにホームページのコンテンツ部の更新を目的としており、定形化された情報を更新して反映するための最低限の機能に絞っているため、HTMLやFTPなどの専門知識がなくてもホームページの更新を行うことができるシステムである。

## 歴史
- 2002年6月 - レクポート有限会社（現レクポート株式会社）で基礎研究開始。
- 2004年10月 - HPジェネレータとして試験的にリリース。
- 2007年6月 - StarmineCMSを正式サービスとしてリリース。

## 特徴的な機能
- サーバに設置する必要がなく、無料のサーバやISPのホームページスペースでも利用することができる。
- ホームページの要素を、レイアウト、バナー、固定イメージ、基本情報として分解して管理を行う。
- コンテンツは、定形化されたフォームで簡単に更新できる（一部の情報にブログ感覚のエディタを適用）。
- 自由なレイアウト（デザイン）が可能。
- 複数サイトの管理も可能。

## 提供方法
- SaaS型の提供で特別な環境を必要としない。